# Champigny-sous-Varennes
Champigny-sous-Varennes ist eine französische Gemeinde mit 132 Einwohnern (Stand:1. Januar 2022) im Département Haute-Marne in der Region Grand Est; sie gehört zum Arrondissement Langres und zum Kanton Chalindrey. Die Bewohner werden Campinois und Campinoises genannt.

## Geografie
Champigny-sous-Varennes liegt etwa 46 Kilometer südöstlich von Chaumont am Fluss Petite Amance. Umgeben wird Champigny-sous-Varennes von den Nachbargemeinden Varennes-sur-Amance im Nordwesten und Norden, Chézeaux im Norden und Osten, Anrosey im Südosten sowie Arbigny-sous-Varennes im Süden und Westen.

## Geschichte
Von 1972 bis 1986 war Champigny-sous-Varennes Teil der früheren Gemeinde Terre-Natale.

## Bevölkerungsentwicklung
| Jahr                       | 1962 | 1968 | 1975 | 1982 | 1990 | 1999 | 2006 | 2019 |
| Einwohner                  | 156  | 138  | -    | -    | 131  | 103  | 117  | 113  |
| Quellen: Cassini und INSEE |      |      |      |      |      |      |      |      |

## Sehenswürdigkeiten
- Kirche Mariä Himmelfahrt